# زهرة القندول (فلم)
زهرة القندول فيلم وثائقي فلسطيني للمخرجان جان شمعون ومي المصري مدته 71 دقيقة، أنتجته شركة ميديا للتلفزيون والسينما في لبنان عام 1985. نال جائزة النقاد في في مهرجان ليبزج السينمائي الدولي للأفلام الوثائقية. وجائزة أفضل فيلم وثائقي في مهرجان قرطاج السينمائي. وجائزة الجمهور في مهرجان نانت للأفلام الوثائقية. وتنويه خاص من لجنة التحكيم في مهرجان أمستردام الدولي للأفلام الوثائقية.

## قصة الفيلم
يروي الفيلم نضال المرأة في الجنوب اللبناني بعد الغزو الإسرائيلي، ويركز على دور النساء الأساسي في النضال والتحرك العفوي، حيث تحملن العبء الأكبر في الصمود والمقاومة. ويبرز الفيلم شخصية خديجة التي تعد رمزًا للمرأة التي عانت ضمن تركيبة إجتماعية تقليدية ولكنها تمردت على واقع الأسرة. خديجة كانت من أوائل النساء اللاتي قاومن الاحتلال وأصبحت مثالاً للشجاعة والتضحية بين نساء القرية. من خلال قصتها يعرض الفيلم كيف أن النساء لم يكنّ فقط ضحايا للوضع القائم، بل كنّ أيضًا قوة دافعة نحو التغيير والمقاومة الفعالة.[بحاجة لمصدر]